# Villeneuve-Saint-Germain

Villeneuve-Saint-Germain este o comună în departamentul Aisne din nordul Franței. În 1 ianuarie 2022 avea o populație de 2.585 de locuitori.